# 津輕尹子
津輕尹子（日语：／ Tsugaru Tadako，1849年1月5日〈嘉永元年12月11日〉—1900年〈明治33年〉6月6日）是日本幕末時期津輕藩主（後封為伯爵）津輕承昭的繼室，號「信君」。  
她是關白近衛忠熙的六女。最初，由於近衛家與薩摩藩主島津家關係深厚，原本安排與島津齊彬的嫡子虎壽丸訂婚。然而，安政5年（1854年），虎壽丸早夭，婚約因此告吹。  
慶應2年（1866年）5月，她與津輕藩主津輕承昭訂婚。承昭在文久元年（1861年）喪失前妻常姬，因此尹子成為其繼室。兩人於明治2年（1869年）正式成婚。明治18年（1885年），她將名字由「信」改為「尹子」。  
明治33年（1900年），尹子去世，葬於東京上野的寬永寺。  
承昭的繼承人津輕英麿，實為尹子的兄長近衛忠房的次子。

## 外部連結
- 明治初年に撮られたといわれる尹子の写真，存于